# Murzyn polski
Murzyn polski – polska rasa gołębi, pochodząca z Kujaw i Mazowsza. Wyhodowany w drugiej połowie XIX w. Podobnie jak inne rasy pochodzący od gołębia skalnego (Columba livia).
Według klasyfikacji Ogólnopolskiego Kolegium Sędziów Ekspertów Gołębi Rasowych murzyn polski jest zaliczany do grupy gołębi lotnych (grupa IX).

## Występowanie
Wyhodowany został w drugiej połowie XIX wieku przez hodowców z Kujaw, Łodzi oraz Warszawy i pobliskich miejscowości takich jak Sochaczew, Żyrardów i Grodzisk Mazowiecki. Hodowle w tych miejscach są nadal prowadzone. Nazwa rasy została ustalona w 1935 r.

## Wygląd ogólny
Ptak lotny, smukły, tułów i pozostałe części ciała ma długie. Ma kontrastowo ubarwione upierzenie, od barwy białej przez szarobrunatną o nasyceniu oliwkowym aż do prawie czarnej. Głowa wąska i długa, ułożona prawie poziomo, z profilu dziób z głową tworzą jedną nieprzerywalną nieco wypukłą linię. W widoku z góry sklepienie głowy stanowi z dziobem wydłużony klin, nie wyróżniają się żadne załamania boczne ani wklęsłości w miejscu łączenia dzioba z czołem. Cienki, długi dziób barwy czarnej, dobrze przylegające woskówki, niewychodzące poza linię głowy. Pod dziobem głębokie wycięcie. Tylna część głowy ma kształt zaokrąglony. Głowa gołębia z tyłu jest łagodnie zaokrąglona, łagodnie przechodząc w linię szyi. Oczy wysoko osadzone w tylnej części czaszki, tęczówki białe, źrenice małe. Brwi delikatne, ciemnoszare o oliwkowym odcieniu. Szyja cienka i długa, poszerzająca się ku dołowi, łagodnie przechodząca w linię piersi i barków. Pierś wąska, zaokrąglona, niewystająca do przodu. Plecy nieco zaokrąglone, ukośne, opadające. Skrzydła zwarte, przylegające do tułowia, leżące na ogonie, niekrzyżujące się, sięgające do połowy wstęgi znajdującej się na ogonie. Ogon zwarty, prosty, położony ukośnie zbieżnie z linią grzbietu. Uda gołębia bardzo dobrze widoczne, wysokie, bardzo drobnej budowy. Nogi nieco wygięte w kolanach do tyłu, skoki oraz palce nieopierzone, pazurki jasne.
Upierzenie przylegające, białe oraz brunatnoszaroczarne. Głowa barwy brunatnoczarną, słaby metaliczny połysk, szyja takiej samej barwy jak głowa, występuje na niej większy metaliczny połysk, mieniący się barwą zieloną, fioletową, brązową. Barki, plecy oraz pierś mają barwę ciemnoszarą, z brązowym odcieniem. Ogon wyraźnie ciemniejszy od pleców, zakończony prawie czarną wstęgą. Sterówki mają wyraźny nalot barwy brunatnej, wszystkie pióra u nasady mają barwę brunatną. Samice mają silniejszy odcień brunatny niż samce. Rysunek ubarwienia „sroczy”, podbrzusze, uda, skrzydła i kuper są białe.